# Eduárd és barátai
Az Eduárd és barátai (eredeti cím: Edward and friends) 1987-ben indult kanadai–brit televíziós brickfilmsorozat, amelyet Jeff Newitt, Jo Pullen és Martin Pullen rendezett. A forgatókönyvet Michael Cole írta, a zenéjét Mike Batt szerezte, a producere Barrie Edwards volt. Az Egyesült Királyságban a BBC Two vetítette, Magyarországon az M1 sugározta.

## Ismertető
A főhős, egy elefánt, akit Eduárdnak hívnak, és nagyon sok barátja van. Velük együtt él egy Fabuland nevű városban. Eduárd sok kalandot él át itt barátaival. Ebben a városban minden állatnak megvan a maga foglalkozása.

## Szereplők
- Elefánt Eduárd – A sorozat főhőse, a városban egy eszes elefánt és sok barátja van.
- Rozmár Rezső – A hajó kapitánya, a legtapasztaltabb a városban.
- Tapsi Teri – Eduárd egyik legjobb barátja, nagyon kedves.
- Egér Elemér – Eduárd nagyon jó barátja, van sok jó ötlete.
- Víziló Vilma  – Kertész a városban, gondját viseli a város növényeinek.
- Macska Malvin – A városban főz és süt, a város lakóit finomságokkal fogadja.
- Varjú Viktor – A repülő pilótája, nagyon jól vezet.
- Krokodil Kornél – Eduárd egyik jó barátja, ügyes csak kicsit elhamarkodott.
- Medve Máté – Szerelő a városban, jól tud szerelni.
- Oroszlán Oszkár – A polgármester a városban, sok jó döntéseket hoz.
- Majom Miki – Rozmár Rezső kormányosa.
- Bárány Bori – Rendet csinál a városban.
- Róka Róbert – A farmer a városban.
- Malac Pusi – Segít a rendrakásban.
- Bulldog Bódog - Rendőr a városban.
- Bulldog Berci - Postás a városban.

## Magyar hangok
- Elefánt Eduárd – Dunai Tamás (1. évadban), Szacsvay László (2. évadban)
- Rozmár Rezső – Képessy József (1. évadban), Csákányi László (2. évadban)
- Tapsi Teri – Tóth Enikő (1. évadban), Kováts Adél (2. évadban)
- Egér Elemér – Kern András (1. évadban), Incze József (2. évadban)
- Krokodil Kornél – Márton András
- Víziló Vilma  – Schubert Éva
- Macska Malvin – Földessy Margit
- Oroszlán Oszkár – Benkő Gyula
- Varjú Viktor – Reviczky Gábor
- Medve Máté – Botár Endre
- Majom Miki – Józsa Imre
- Bulldog Bódog – Koroknay Géza
- Bulldog Berci – Varga T. József
- Róka Róbert – Rudolf Péter
- Mesélő – Tolnay Klári

## Epizódok

### 1. évad (MTV-1, 1988)
1. A hintaszék
2. Macska Malvin süteménye
3. Barátságos arcot kérek
4. A vakondtúrás
5. A próbaút
6. Oroszlán Oszkár autója
7. Eduárd csuklik
8. Jelmezbál
9. Eduárd kocog
10. Krokodil Kornél sárkánya
11. Eduárd trombitál
12. Elemér és a szivárvány
13. A kincs

### 2. évad (TV-1, 1990)
1. A nagy esemény
2. Korcsolyázóidő
3. Brávó, Eduárd
4. A nagy futam
5. A hóesés
6. Eduárd segíteni akar
7. Berci robogót kap
8. A toronyóra
9. Fel a magasba
10. Kornél magasabb
11. Eduárd és a szobor
12. Elemér robotja
13. A felfedezőút